# 佐々木良作
佐々木 良作（ささき りょうさく、1915年（大正4年）1月8日 - 2000年（平成12年）3月9日）は、日本の政治家。位階は正三位。雅号は良素。
民社党委員長（第4代）、衆議院議員（12期）、参議院議員（1期）を歴任。
元鹿島建設副社長鹿島新吉は岳父に当たり元中央大学総長の升本喜兵衛は実兄、甥に初代養父市長の佐々木憲二がいる。

## 来歴・人物
兵庫県養父郡伊佐村浅間（八鹿町を経て現養父市八鹿町浅間）生まれ。旧制豊岡中学、旧制松本高校文科乙類を経て、1939年（昭和14年）京都帝国大学法学部を卒業。創立間もない日本発送電に入社し、1946年に日本電気産業労働組合協議会（翌年電産労組として単一化される）が結成されると、初代書記長兼副闘争委員長となる。
1947年（昭和22年）の第1回参議院議員通常選挙に無所属で立候補して全国区8位で初当選するが、1952年（昭和27年）に電産労組の民同派を中心として脱退・分裂したことから1期限りで参院議員を退任した。
その後電源開発で総務部長を務めた後、1954年（昭和29年）に同社を退社。翌1955年（昭和30年）の第27回衆議院議員総選挙に郷里の旧兵庫5区から右派社会党公認で立候補し当選。以後、連続12選。1959年（昭和34年）に日本社会党から離党し翌年の民主社会党結成に参加、党国対委員長、党書記長、党副委員長を経て1977年（昭和52年）11月、民社党委員長に就任。1985年（昭和60年）4月まで務め、委員長退任後は党常任顧問となり1990年（平成2年）に政界を引退した。
2000年（平成12年）3月9日、心筋梗塞のため東京電力病院で死去した。85歳没。死没日付を持って正三位に叙された。

## エピソード
- 「良素」という号を持つ俳人でもあり、養父市の生家には句碑も立てられている。
- 春日一幸とは長らく盟友、ライバル関係にあった。
  - 佐々木は社会党右派との連携を優先する社公民路線を主導する一方、春日は自公民路線を推しており、両者は殊に対立することが多かった。ただし佐々木も三木派との「中道新党構想」を推進していた時期があり、自民党ハト派とは連携を図っていた。
  - 春日は、佐々木が委員長を務めていた当時「佐々木委員長は面倒見が悪い」「党内に佐々木派なんてほとんどいませんよ。みんな春日派です」とゴマをすってきた若手議員を「そんなことはない。我輩が佐々木派だ。ああのこうのと言わずに、委員長を助けることだ」と一喝した。
  - 佐々木が民社党委員長を辞任し後継の体制を決定する際、塚本三郎委員長の下で副委員長就任が決定した反春日派の永末英一は、春日派の党運営に不満を漏らした。これに当時常任顧問だった春日が「五臓六腑が煮えくり返る」とやり返し、春日と佐々木はあわや灰皿をつかんでの殴り合いとなりかけた。また1988年、リクルート事件への関与が発覚した塚本三郎民社党委員長に辞任を勧告した。

- 佐々木は、後年春日が病に倒れた際、自ら春日邸を訪れて春日を見舞い、盛り蕎麦をたぐり病床の春日に食べさせた。

- 中曽根康弘元首相とは親しい間柄であった。中曽根は産経新聞のインタビューで、1983年12月衆院選で自民党が過半数割れした際に新自由クラブと共に民社党に連立政権の参加を打診した事を告白した。一方1984年の二階堂擁立構想では、佐々木は自民党内の反中曽根派（鈴木善幸・福田赳夫・三木武夫ら）の倒閣工作に同調。二階堂進に対し、公明党・竹入義勝委員長と共に、中曽根の対抗馬として自民党総裁選への出馬を促したとされる（結果として二階堂は出馬を断念し、中曽根が再選された）。
- 与謝野馨は日本原子力発電に勤務していた際、民社党議員団のヨーロッパ：外遊に原子力の専門家・通訳として同行、佐々木と親交を深めた。また同じタイミングで訪欧していた中曽根康弘を合わせ西ドイツ・ボンで会食したが、それが切っ掛けとなり与謝野は中曽根と面識ができ、後に政界入りすることとなる。またその際、佐々木は与謝野に「俺は俺のやり方で民主主義を守るために、また正常な議会運営のために努力して来たが、政治家のあり方としては、中曽根さんの方が正しいのではないか」と漏らしている。
- 佐々木は1957年（昭和32年）8月10日の衆議院科学技術振興対策特別委員会において、時の科学技術庁長官だった正力松太郎に対し、原子力発電推進の是非について論戦を挑んだ。

## 先祖
- 浅間佐々木家の祖は、近江佐々木六角氏の支流。文明年間までには但馬山名氏に仕えており[3]、山名氏奉行人の中に名前のある「佐々木近江守」を直系の祖[4]とする。近江守の子で浅間城主の佐々木義高は、山名祐豊に仕え、天正8年（1580年）5月、織田信長の但馬征伐の際、羽柴秀長の兵に帰順し、文禄元年（1592年）豊臣秀吉の朝鮮征伐に加わり文禄4年（1595年）前野長康の改易に伴い浅間村に閑居した。子孫は江戸時代を通して苗字帯刀を許され大庄屋・浅間寺大檀那を世襲した。

## 著作
- 『「一票差」の人生 - 佐々木良作の証言』国正武重編、朝日新聞社、平成元年。
- 『鳥雲に』（俳句集）、平成5年。